# فلاديمير كيلاسح
فلاديمير كيلاسح (بالإنجليزية: Vladimir Kulich)‏ (و. 1956  م) هو ممثل مسرحي، وممثل أفلام كندي، ولد في براغ.
.

## وصلات خارجية
- فلاديمير كيلاسح على موقع IMDb (الإنجليزية)
- فلاديمير كيلاسح على موقع ألو سيني (الفرنسية)
- فلاديمير كيلاسح على موقع أول موفي (الإنجليزية)
- فلاديمير كيلاسح على موقع قاعدة بيانات الأفلام السويدية (السويدية)
- فلاديمير كيلاسح على موقع قاعدة بيانات الفيلم (الإنجليزية)
- فلاديمير كيلاسح على موقع كينوبويسك (الروسية)